# Dasyvalgus pyrrhopygus
Dasyvalgus pyrrhopygus är en skalbaggsart som beskrevs av Ernst Gustav Kraatz 1883. Dasyvalgus pyrrhopygus ingår i släktet Dasyvalgus och familjen Cetoniidae. Inga underarter finns listade i Catalogue of Life.